# Mstětice
Mstětice (Duits: Mstietitz of Mstietitz bei Marschowitz) is een Tsjechische plaats in de gemeente Maršovice, regio Midden-Bohemen, en maakt deel uit van het district Benešov. Het dorp ligt op 4,5 kilometer afstand van Maršovice.
Mstětice telt 57 inwoners (2021).

## Geschiedenis
De eerste schriftelijke vermelding van het dorp dateert van 1552.
Tijdens de Tweede Wereldoorlog was het dorp onderdeel van het militaire oefenterrein van de Waffen-SS Benešov. Op 31 december 1943 moesten de inwoners daarom noodgedwongen hun huizen verlaten. In 1949 werd Mstětice, samen met Maršovice, ingedeeld bij het district Benešov.

## Verkeer en vervoer

### Autowegen
Er leidt een regionale weg naar het dorp.

### Spoorlijnen
Er is geen station in Mstětice. Het dichtstbijzijnde station is in Bystřice, op zo'n twaalf kilometer afstand. Vanaf daar vertrekken stop- en intercitytreinen naar Benešov, Praag, Tábor en Sedlčany.

### Buslijnen
Er is één bushalte in het dorp:
| Halte               | Lijn(en) | Traject(en)        | Vervoerder(s) |
| ------------------- | -------- | ------------------ | ------------- |
| Maršovice, Mstětice | 759      | Benešov - Neveklov | CŠAD Benešov  |

## Bezienswaardigheden
- Dorpskapelletje

## Galerij

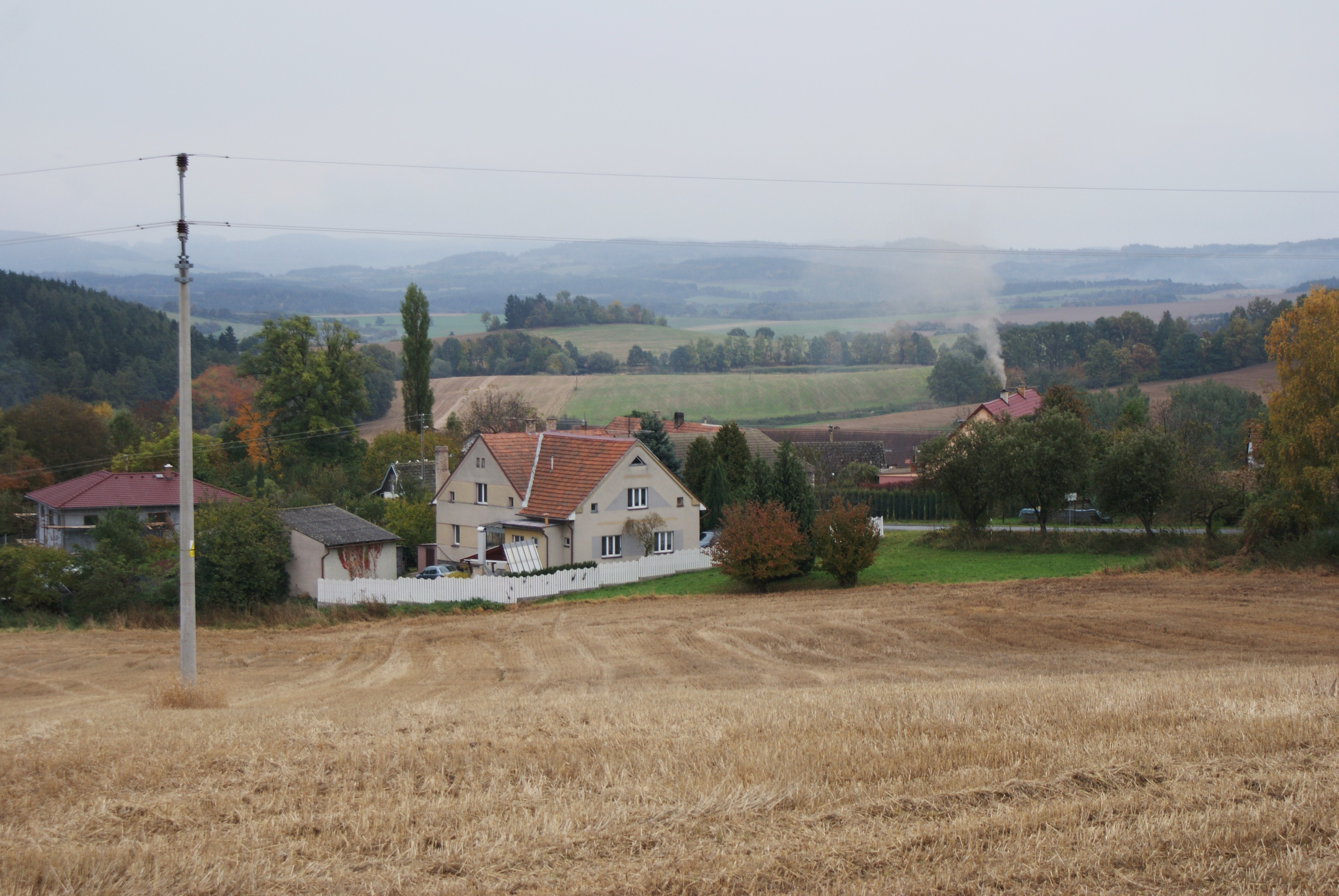
Huis in het dorp (2010)
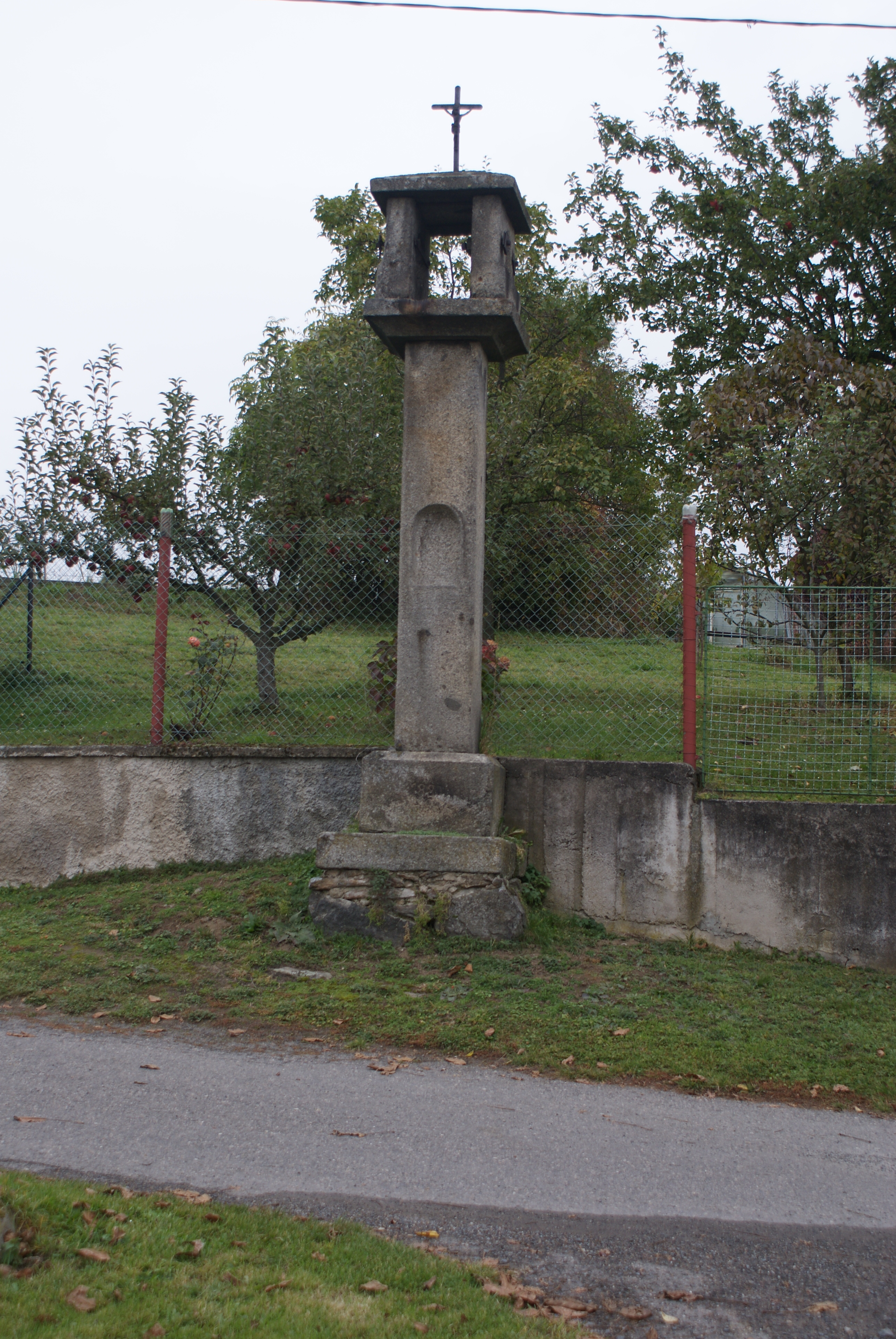
Dorpskapelletje (2010)